# Eugenia subamplexicaulis
Eugenia subamplexicaulis är en myrtenväxtart som beskrevs av Dc.. Eugenia subamplexicaulis ingår i släktet Eugenia och familjen myrtenväxter. Inga underarter finns listade i Catalogue of Life.